# Distretto di Beršad'
Il distretto di Beršad' (in ucraino Бершадський район?, Beršads'kyj raion) era un distretto dell'Ucraina situato nell'oblast' di Vinnycja; aveva per capoluogo Beršad' e contava 62.109 abitanti (dato 2012). È stato soppresso con la riforma amministrativa del 2020.

## Geografia antropica

### Suddivisioni amministrative
Il distretto era suddiviso in una città e 28 comuni rurali. Tra parentesi è indicata la popolazione al censimento 2001.

#### Città
- Beršad'